# Dret d'emmagatzematge
El dret d'emmagatzematge (en alemany i neerlandès stapelrecht, en llatí ius emporii) era un privilegi d'origen medieval atorgat a certes ciutats al Sacre Imperi Romanogermànic, que obligava als comerciants d'emmagatzemar les seves mercaderies durant uns quants dies i proposar-les a la venda, abans de poder continuar el camí. En certes condicions, era possible lliurar-se d'aquesta obligació en pagar un peatge, anomenat stapelgeld o taxa d'emmagatzematge. Aquest fre al lliure comerç va ser abolit el 1807.
A ciutats situades a un lloc estratègic a una ruta comercial, i difícil de contornar, aquest dret va ser molt lucratiu. Per a productes frescs (llet, carn, peix…) aquest privilegi era problemàtic. També alentia el comerç a grans distàncies. Conrad d'Hochstaden, arquebisbe i elector de Colònia, atorgà el dret d'emmagatzematge a la seva ciutat el 7 de maig del 1259. Totes les mercaderies que passaven al Rin, des de sempre una artèria vital per al transport, havien de ser presentades a la venda durant tres dies, el que va ser un important font de riquesa per als negociants de Colònia. Al segle xiv, la ciutat hanseàtica d'Hamburg veia d'un mal ull que molts comerciants prenien el braç meridional de l'Elba per a escapar al dret d'emmagatzematge d'Hamburg. El 1375 van comprar unes parcel·les d'aiguamolls de poc valor als ducs de Braunschweig-Lüneburg al marge de l'Elba meridional, construir el castell Moorburg per a tancar manu militari l'escapatoria als comerciants.
Entre les ciutats que tenien aquest dret hi ha Berlín, Magúncia, Frankfurt del Main, Leipzig (1479)Heilbronn, Neuss, Münden (1247), Minden (Rin del Nord-Westfàlia), Frankfurt (Oder), Görlitz (1339), Berlín, Magdeburg, Itzehoe (1260), Erfurt, Viena (1221) i les ciutats hanseàtiques de Lübeck, Hamburg, Stade (1259), Bremen i Zwolle (1438).
El dret d'emmagatzematge va ser abolit el 1821 a la conca de l'Elba, el 1823 a la conca del Weser, el 1831 a la conca del Rin i finalment tot arreu per la Unió Duanera del Nord d'Alemanya el 1834.